# Petr Gřegořek
Petr Gřegořek (* 25. Mai 1978 in Český Těšín, Tschechoslowakei) ist ein ehemaliger tschechischer Eishockeyspieler, der über viele Jahre beim  HC Oceláři Třinec, HC České Budějovice, HC Energie Karlovy Vary, HC Sparta Prag und den Bílí Tygři Liberec  in der tschechischen Extraliga unter aktiv war.

## Karriere
Petr Gřegořek begann seine Karriere als Eishockeyspieler in der Nachwuchsabteilung des HC Slezan Opava. Von dort wechselte er im Laufe der Saison 1995/96 zum HC Vítkovice, für den er in den nächsten eineinhalb Jahren in der U20-Extraliga aktiv war. Zudem gab er in der Saison 1996/97 sein Debüt für die Profimannschaft Vítkovices in der Extraliga. Dort blieb er in drei Spielen punkt- und straflos. Die folgenden fünf Jahre verbrachte der Verteidiger beim Ligarivalen HC Oceláři Třinec, mit dem er 1998 erst im Playoff-Finale am HC Petra Vsetín scheiterte. Die Saison 2002/03 begann er beim HC České Budějovice und beendete sie nach einem kurzen Engagement bei Bílí Tygři Liberec schließlich bei seinem Ex-Club aus Třinec.
Zur Saison 2003/04 unterschrieb Gřegořek erstmals einem Vertrag im Ausland, als er für Molot-Prikamje Perm in der Wysschaja Liga, der zweiten russischen Spielklasse, auf dem Eis stand. Im Anschluss daran kehrte er in die Extraliga zu Vsetínská hokejová zurück und beendete die Spielzeit beim HC České Budějovice aus der zweitklassigen 1. Liga, mit dem er den Aufstieg erreichte. Anschließend blieb er die folgenden fünf Jahre im Verein, ehe er für die Saison 2010/11 vom neu gegründeten KHL-Teilnehmer HK Budiwelnik Kiew verpflichtet wurde. Da dieser den Spielbetrieb nicht aufnahm, suchte Gřegořek einen neuen Verein und fand diesen im HC Energie Karlovy Vary. Für den HC Energie spielte er bis November 2012 in der Extraliga, ehe er an den HC Sparta Prag abgegeben wurde. Wiederum ein Jahr später wechselte er von Sparta zurück zu den Bílí Tygři Liberec, wo er 2015 seine Karriere beendete.

### International
Für Tschechien nahm Gřegořek an der Weltmeisterschaft 2010 in Deutschland teil, bei der er mit seiner Mannschaft den Weltmeistertitel gewann. Zudem stand er 2010 und 2011 im Aufgebot seines Landes bei der Euro Hockey Tour.

## Erfolge und Auszeichnungen
- 1998 Tschechischer Vizemeister mit dem HC Oceláři Třinec
- 2005 Aufstieg in die Extraliga mit dem HC České Budějovice
- 2010 Goldmedaille bei der Weltmeisterschaft

## Extraliga-Statistik
(Stand: Ende der Saison 2014/15)